# جون بروك
جون بروك (بالإنجليزية: John Brock)‏ (15 ديسمبر 1915 - 1 يناير 1976) هو لاعب كرة قدم بريطاني (وحمل سابقاً جنسية المملكة المتحدة لبريطانيا العظمى وأيرلندا) في مركز حراسة المرمى.